# پیوتر یابوکوفسکی
پیوتر یابوکوفسکی (انگلیسی: Piotr Jabłkowski؛ زادهٔ ۱۰ مارس ۱۹۵۸) ورزشکار شمشیربازی اهل لهستان است.
وی در مسابقات کشوری و بین‌المللی در مجموع برندهٔ ۱ مدال نقره شده‌است.